# JAXB
Java Architecture for XML Binding (JAXB) permite a los desarrolladores Java asignar clases de Java a representaciones XML. JAXB proporciona dos características principales: la capacidad de serializar las referencias de objetos Java a XML y la inversa, es decir, deserializar XML en objetos Java. En otras palabras, JAXB permite almacenar y recuperar datos en memoria en cualquier formato XML, sin la necesidad de implementar un conjunto específico de rutinas de carga y guardado de XML para la estructura de clases del programa. Es similar a xsd.exe y XmlSerializer en .NET Framework.
JAXB es particularmente útil cuando la especificación es compleja y cambiante. En tal caso, cambiar regularmente las definiciones de XML Schema para mantenerlas sincronizadas con las definiciones de Java puede llevar mucho tiempo y ser propenso a errores.
JAXB es una parte de la plataforma Java SE y una de las APIs de la plataforma Java EE, y es parte del Java Web Services Development Pack (JWSDP). También es uno de los fundamentos para WSIT. JAXB es parte de la versión 1.6 SE.
JAXB 1.0 fue desarrollado bajo el Java Community Process como JSR 31. A fecha de 2006, JAXB 2.0 está siendo desarrollado bajo JSR 222. Las implementaciones de referencia para estas especificaciones están disponibles bajo la licencia de código abierto CDDL en java.net.

## Uso
La herramienta "xjc" se puede utilizar para convertir un XML Schema y otros tipos de archivo de esquemas (en Java 1.6, RELAX NG, XML DTD y WSDL son compatibles experimentalmente) a representaciones de clase. Las clases son marcadas usando anotaciones del espacio de nombres javax.xml.bind.annotation.*, por ejemplo, @XmlRootElement y @XmlElement. Las secuencias de listas XML se representan con atributos de tipo java.util.List. Los serializadores y deserializadores se crean a través de una instancia de JAXBContext.
Además, JAXB incluye la herramienta "schemagen" que en esencia puede llevar a cabo la inversa de "xjc", creando un XML Schema a partir de un conjunto de clases anotadas.

## Asociaciones de tipos de datos por defecto
La siguiente tabla muestra las asignaciones de tipos de datos XML Schema (XSD) a tipos de datos Java en JAXB.
| Tipo de XML Schema                                 | Tipo de dato Java                       |
| -------------------------------------------------- | --------------------------------------- |
| xsd:string                                         | java.lang.String                        |
| xsd:positiveInteger                                | java.math.BigInteger                    |
| xsd:int                                            | int                                     |
| xsd:long                                           | long                                    |
| xsd:short                                          | short                                   |
| xsd:decimal                                        | java.math.BigDecimal                    |
| xsd:float                                          | float                                   |
| xsd:double                                         | double                                  |
| xsd:boolean                                        | boolean                                 |
| xsd:byte                                           | byte                                    |
| xsd:QName                                          | javax.xml.namespace.QName               |
| xsd:dateTime                                       | javax.xml.datatype.XMLGregorianCalendar |
| xsd:base64Binary                                   | byte[]                                  |
| xsd:hexBinary                                      | byte[]                                  |
| xsd:unsignedInt                                    | long                                    |
| xsd:unsignedShort                                  | int                                     |
| xsd:unsignedByte                                   | short                                   |
| xsd:unsignedLong                                   | java.math.BigDecimal                    |
| xsd:time                                           | javax.xml.datatype.XMLGregorianCalendar |
| xsd:date                                           | javax.xml.datatype.XMLGregorianCalendar |
| xsd:g                                              | javax.xml.datatype.XMLGregorianCalendar |
| xsd:anySimpleType (for xsd:element of this type)   | java.lang.Object                        |
| xsd:anySimpleType (for xsd:attribute of this type) | java.lang.String                        |
| xsd:duration                                       | javax.xml.datatype.Duration             |
| xsd:NOTATION                                       | javax.xml.namespace.QName               |

## Versiones
- Java SE 9: JAXB 2.3.0[5] (en el módulo java.xml.bind; este módulo está marcado como obsoleto[6])
- Java SE 8: JAXB 2.2.8[5]
- Java SE 7: JAXB 2.2.3 (JSR 222, maintenance release 2)[7]
- Java SE 6: JAXB 2.0 (JSR 222)[8]

### Artículos
- Generate an XML Document from an Object Model with JAXB 2 Archivado el 29 de octubre de 2020 en Wayback Machine.
- JAXB 2.0
- XML and Java technologies: Data binding, Part 2: Performance

- Datos: Q518797